# 2010年12月

## 12月1日
- 欧洲对外行动署正式开始运作，这标志着酝酿多时的欧盟“外交部”设想终成现实。新华网
- 时隔11年之久的欧洲安全与合作组织峰会在中亚国家哈萨克斯坦首都阿斯塔纳召开。这是该组织第七次召开峰会，也是首次在中亚国家召开峰会。新华网 Archive.today的存檔，存档日期2013-04-28
- 天文学家在系外行星GJ 1214b的大气层中发现水蒸气，这是人类首次在类地行星的大气层中发现水蒸气。国际在线（页面存档备份，存于）
- 韩国、美国聯合軍事演練結束。[來源請求]

## 12月2日
- 国际足联在瑞士苏黎世经投票后宣布，2018年世界杯足球赛的主办国为俄罗斯，2022年世界杯足球赛的主办国为卡塔尔。BBC中文网（页面存档备份，存于）
- 进行综合试验的和谐号CRH380A在京沪高速铁路以时速486.1公里的速度刷新了世界铁路运营最高速度。凤凰网（页面存档备份，存于）
- 美国航空航天局的科学家在莫诺湖进行的试验中首次发现以砷元素代替磷元素来组成DNA和其他重要生物分子的细菌GFAJ-1。人民网（页面存档备份，存于）
- 德国、法国、荷兰、比利时、卢森堡以及瑞士六国签署协议，从2012年开始组成共同的领空。德国之声中文网（页面存档备份，存于）
- 科特迪瓦选举委员会宣布反对派领袖、前总理阿拉萨内·瓦塔拉在总统大选中成功胜出，但科特迪瓦宪法委员会称选举委员会宣布的结果非法。新华网 Archive.today的存檔，存档日期2013-04-28
- 中華民國前總統陳水扁先生因龍潭購地弊案與前台北101董座陳敏薰人事買官案共判十九年定讞，今發監執行，於本日下午，由警備車與警方護送，於下午1時11分離開台北看守所，於下午1時37分，進入台北監獄服刑，成為中華民國（台灣）史上第一位因貪污坐牢的前任元首（前總統），編號1020代稱，另陳水扁之妻，前第一夫人吳淑珍女士也因龍潭購地弊案與前台北101董座陳敏薰人事買官案亦是共判十九年定讞，預計本月中發監執行，陳水扁夫婦併科罰金高達新台幣3億1000萬元整，此事件是中華民國（台灣）司法首例。[來源請求]

## 12月3日
- 日本和美国展开历年来最大规模联合军演，演习代号为“利剑”。BBC中文网（页面存档备份，存于）
- 美国空军X-37B太空飞机在围绕地球轨道飞行7个多月之后于加利福尼亚州范登堡空军基地降落。中国新闻网（页面存档备份，存于）
- 维基解密创始人在英国《卫报》答网友问。《中国日报》：揭穿西方言论自由虚伪本质。中国日报/腾讯网（页面存档备份，存于）中国日报/中国日报网（页面存档备份，存于）

## 12月4日
- 科特迪瓦总统选举第二轮投票的两位候选人，现任总统洛朗·巴博与反对派领导人阿拉萨内·瓦塔拉均宣誓就任新总统，令该国面临政治危机边缘。国际在线（页面存档备份，存于）

## 12月5日
- 塞尔维亚队在塞尔维亚贝尔格莱德举行的2010年戴维斯杯网球赛决赛中击败法国队，首次获得该赛事的冠军。中国日报（页面存档备份，存于）
- 以色列卡梅尔山森林大火的火势得到基本控制，这场自12月2日开始发生的大火导致了至少42人死亡。光明网
- 中国四川省甘孜藏族自治州道孚县发生草原火灾，导致至少22名救火人员死亡。新民晚报

## 12月6日
- 法国一家法院裁决，美国大陆航空公司及其机械师应该为在2000年发生的、造成113人死亡的法国航空公司协和客机空难承担刑事责任。新华网 Archive.today的存檔，存档日期2013-04-28

## 12月7日
- 维基解密创始人朱利安·阿桑奇在伦敦向英国警方自首后被捕。此前，瑞典警方以涉嫌性侵犯为由通过国际刑警组织发布针对他的通辑令。新华网（页面存档备份，存于）
- 美国博物学家、画家约翰·詹姆斯·奥杜邦于1827年创作的《美国鸟类》画谱在英国伦敦拍卖出732万1250英镑的价格，成为世界上拍卖价格最高的图书。新华网 Archive.today的存檔，存档日期2013-04-28

## 12月8日
- 美国太空探索技术公司研制的龙号太空船在佛罗里达州肯尼迪航天中心由猎鹰9号运载火箭搭载升空，并绕近地轨道飞行。华尔街日报

## 12月9日
- 中国官媒：几十个发展中国家已公开表示不参加2010年诺贝尔和平奖颁奖典礼（未列名单），诺委会否定中国。环球时报-环球网/网易
  - 美国之音：目前除中国外有18个国家表示不参加，已有44个国家表示将会参加。最新一个表示不参加的国家是菲律宾。VOA（页面存档备份，存于）（页面存档备份，存于））
    - 中国《人民日报》：中国外交部发言人表示，公道自在人心，世界上绝大多数国家都反对2010年诺贝尔和平奖，还指责了美国国会的决议颠倒黑白。人民日报/腾讯网（页面存档备份，存于）
      - 中国《光明日报》在一则报道末尾泄露了名单（除中国外，一共18个）：俄罗斯、哈萨克斯坦、哥伦比亚、突尼斯、沙特阿拉伯、巴基斯坦、塞尔维亚、伊拉克、伊朗、越南、阿富汗、委内瑞拉、菲律宾、埃及、苏丹、乌克兰、古巴和摩洛哥。光明日报-光明网（页面存档备份，存于）
- BBC、CNN、挪威国家广播电视台等网站今天在中国大陆被屏蔽，中国外交部发言人姜瑜表示不清楚那些网站出了什么问题，但“中国的网络是开放的，也是依法管理的”。外交部网站/网易（页面存档备份，存于）

## 12月10日
- 第11次欧盟印度峰会在布鲁塞尔举行，双方表示将在明年年内签署双边自由贸易协定。新华网 Archive.today的存檔，存档日期2013-04-28
- 2010年诺贝尔和平奖颁奖典礼在挪威首都奥斯陆举行，在中国监狱中服刑的本届诺贝尔和平奖得主、异见人士刘晓波缺席。BBC中文网（页面存档备份，存于）

## 12月11日
- 坎昆气候变化大会闭幕。会议通过了两项应对气候变化决议，推动气候谈判进程继续向前，向国际社会发出了积极信号。新华网（页面存档备份，存于）
- 瑞典首都斯德哥尔摩发生两起爆炸事件，造成至少1人死亡，2人受伤。BBC中文网（页面存档备份，存于）

## 12月12日
- 2010年亚洲残疾人运动会开幕式在中国广东省广州市广东奥林匹克体育中心举行。新民网（页面存档备份，存于）

## 12月14日
- 意大利参众两院分别对政府进行信任投票和不信任投票，总理贝卢斯科尼险胜，得以继续执政。新华网 Archive.today的存檔，存档日期2013-04-28

## 12月15日
- 美国《时代》周刊宣布，社交网站Facebook创始人马克·朱克伯格当选该杂志2010年“年度人物”。新华网（页面存档备份，存于）
- 美国司法部部长霍尔德宣布，美国政府已对英国石油公司等9家与墨西哥湾漏油事件有牵连的企业提出民事诉讼，索赔要求上不封顶。新华网（页面存档备份，存于）
- 卢布对人民币挂牌交易在俄罗斯莫斯科银行间外汇交易所正式启动，这也是人民币首次在中国境外直接挂牌交易。新华网 Archive.today的存檔，存档日期2013-04-28
- 希腊爆发希腊工会今年组织的第9次罢工，致使学校、医院和其他公共服务设施关闭，公共交通停运，所有进出希腊的航班被取消。新华网 Archive.today的存檔，存档日期2013-04-28
- 联合国安理会通过三份决议，取消对伊拉克在大规模杀伤性武器、导弹和民用核活动领域的制裁，结束“石油换食品计划”的所有剩余活动。新华网（页面存档备份，存于）
- 法国科学家经鉴定后确认发现法国国王亨利四世的头颅，他的头颅在1793年法国大革命期间失踪。中央广播电台

## 12月16日
- 在中华人民共和国国务院总理温家宝正式访问印度期间，两国发表《中华人民共和国和印度共和国联合公报》。新华网（页面存档备份，存于）

## 12月18日
- 美国参议院投票通过废除已执行17年的“不问不说”法案，允许公开的同性恋者在军队服役。联合早报
- 意大利国际米兰队在阿拉伯联合酋长国阿布扎比举行的2010年世界俱乐部杯决赛中战胜刚果民主共和国马泽比队，获得冠军。搜狐（页面存档备份，存于）

## 12月19日
- 12月12日至12月19日：2010年亞洲殘疾人運動會在中國廣州舉行。[來源請求]

## 12月20日
- 白俄罗斯现任总统亚历山大·卢卡申科在19日举行的总统选举中获胜，第四次当选为白俄罗斯总统。新华网（页面存档备份，存于）

## 12月21日
- 亚洲东部、大洋洲大部、北冰洋、太平洋、美洲、大西洋大部、欧洲西部和北部、非洲西北部等地区出现月食，其中北美洲、西伯利亚东部、太平洋东部等地区可见月全食。宝安日报新华网（页面存档备份，存于）
- 黑山总理米洛·久卡诺维奇宣布辞职。中新网（页面存档备份，存于）
- 第三次中欧经贸高层对话在北京举行。新华网 Archive.today的存檔，存档日期2012-07-22

## 12月22日
- 阿根廷科尔多瓦一家法院以反人类罪判处前总统豪尔赫·拉斐尔·魏地拉终身监禁。新华网（页面存档备份，存于）中新网（页面存档备份，存于）
- 泰国政府取消在首都曼谷及周边3个府施行8个月的紧急状态。至此，泰国全境的紧急状态均得以解除。新华网
- 连接中国湖北省宜昌市和重庆市万州区的宜万铁路正式通车，该铁路全长377公里，其中隧道和桥梁的长度占线路总长的74%。新华网

## 12月23日
- 科学家宣布在俄罗斯阿尔泰边疆区位于阿尔泰山脉的一处山洞发现人属的一个新物种杰尼索娃人的化石。中新网（页面存档备份，存于）
- 中国与俄罗斯、印度、巴西一致商定，吸收南非作为正式成员加入“金砖国家”合作机制。新华网（页面存档备份，存于）

## 12月24日
- 韩国在北部韩朝边界附近地区进行了一次迄今最大规模的实弹军事演习。BBC中文网（页面存档备份，存于）

## 12月25日
- 中国原中央人民广播电台维吾尔语部记者买买提江·阿布杜拉（Memetjan Abdulla）被乌鲁木齐中级人民法院判处无期徒刑。RFA（页面存档备份，存于）
- 台灣的臺北縣、臺中縣市、臺南縣市、高雄縣市升格為直轄市，新名定為新北市、臺中市、臺南市、高雄市。[1]

## 12月30日
- 以色列特拉维夫地方法院判定以色列前总统摩西·卡察夫强奸和性骚扰等罪名成立。新华网（页面存档备份，存于）
- 俄罗斯莫斯科市一家法院裁定尤科斯石油公司前总裁霍多尔科夫斯基及其生意伙伴列别杰夫贪污及洗钱罪名成立，判处两人各13年半监禁。 新华网（页面存档备份，存于）
- 韩国国防部发表《2010年国防白皮书》，称朝鲜政权和军队为“敌人”。朝鲜媒体认为这是“不可容忍的挑战和严重挑衅”。新华网
- 中国北京市同时开通房山线、昌平线一期、15号线一期、亦庄线和大兴线等五条北京地铁线路，总长度达108公里。新华网（页面存档备份，存于）